# Anders Ilar
Anders Ilar (ur. w grudniu 1973 w Ludvika) – szwedzki muzyk i producent.
Zaczął grać na fortepianie, gdy miał 6 lat, w późniejszym czasie zainteresował się muzyką elektroniczną (Depeche Mode, Kraftwerk, Tangerine Dream) i science fiction.
Gdy był nastolatkiem, większość czasu spędzał na zabawie syntezatorem, sekwencerem i automatem perkusyjnym, czego rezultatem była ogromna liczba nagrań na kasetach magnetofonowych. Nie będąc usatysfakcjonowanym swoimi dźwiękami, zrobił sobie przerwę w nagrywaniu w 1997.
Tworzy w różnych stylach, takich jak: techno („Echochord”), ambient („Everdom”), muzyka abstrakcyjna („Audio.nl”) oraz acid techno na DSP i Narita.
Mieszka w Göteborgu.

## Dyskografia
| Rok  | Tytuł    | Wydawca                |
| 2003 | Everdom  | Shitkatapult Strike 37 |
| 2005 | Enkel    | Audio.nl 029           |
| 2006 | Ludwijka | Merck                  |

### 12"&EPki
| Pinesky 01 – Anders Ilar / Olof Hemmendorff | 12" | –                      | 2000 |
| Rend – Inter                                | 12" | Plong! 05              | 2001 |
| Rend – Wallflower                           | 12" | Plong! 08              | 2002 |
| Replik                                      | 12" | Shitkatapult Strike 34 | 2002 |
| Everdom                                     | 12" | Shitkatapult Strike 37 | 2003 |
| Endast                                      | 12" | Audio.nl 026           | 2003 |
| Hydro                                       | 12" | Shitkatapult Strike 42 | 2003 |
| Senare                                      | 12" | Audio.nl 027           | 2004 |
| Rendthree                                   | 12" | Plong! 11              | 2004 |
| Treasure Gardens EP                         | 12" | Echocord 012           | 2004 |
| Rend – Item EP                              | MP3 | Auido:808/06           | 2005 |
| Nightwidth EP                               | 12" | Narita NRT06           | 2005 |
| Fholo EP                                    | 12" | Defrag 012             | 2005 |